# Cyperus grayi
Cyperus grayi är en halvgräsart som beskrevs av John Torrey. Cyperus grayi ingår i släktet papyrusar, och familjen halvgräs. Inga underarter finns listade i Catalogue of Life.